# آیلی
آیلی (به لاتین: Aayili) در سری‌لانکا است که در استان شمالی (سری‌لانکا) واقع شده‌است.